# Château de Saint-Loup-sur-Thouet

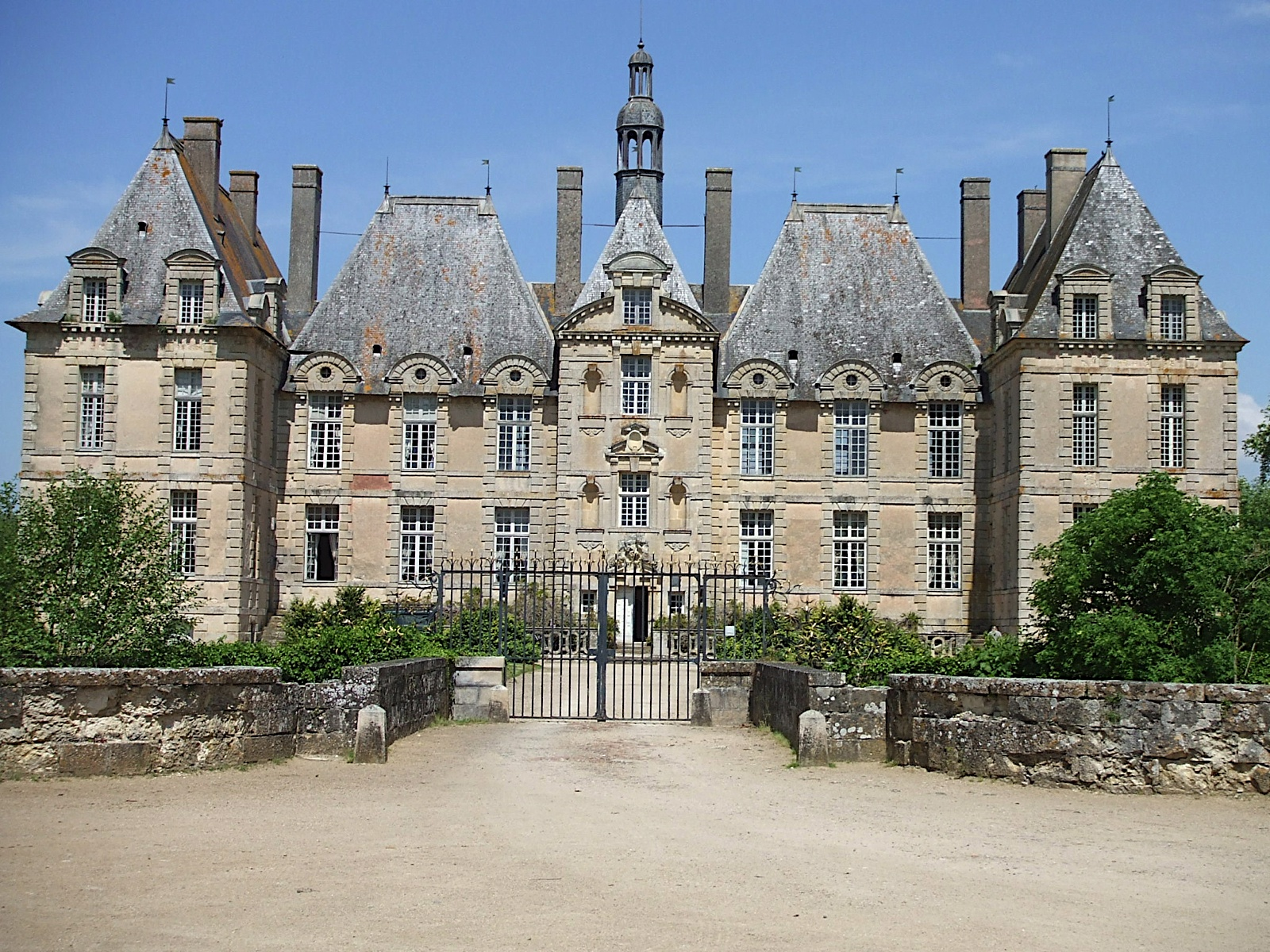
La façade du château

Le château de Saint-Loup est situé sur la commune de Saint-Loup-Lamairé dans le département des Deux-Sèvres.
C'est une propriété privée visitable, aménagée en chambres d'hôtes.

## Historique
Le château initial fut édifié au XIe siècle par un certain Drogon, le premier seigneur du lieu cité.
En 1278 lui succédèrent les Dercé, dont Jean et Amaury, qui construisirent la tour carrée de quatre niveaux appelée donjon, où leurs armes sont sculptées sur un médaillon. Elle comptait une salle dite « des Archives » ou « du Trésor » où étaient conservées les archives de la baronnie de Saint-Loup et celles de Bressuire.
En 1517, il fut acquis par Artus Gouffier de Boisy (1474-1519), seigneur d'Oiron, baron de Maulévrier, 1er duc de Roannais en 1519, chambellan du roi et Grand Maître de France, membre d'une riche et puissante famille noble poitevine, proche de la Cour des Valois.
Son fils Claude Gouffier (vers 1501-1570), comte de Caravaz — qui aurait inspiré à Charles Perrault le fastueux personnage du marquis de Carabas — fit édifier par un architecte resté inconnu l'actuel château au début du XVIIe siècle  La date de 1609 est visible sur un méridien ou cadran solaire et celle de 1626 sur le campanile.
La tour du XIVe siècle, accueillit le roi de France Jean II le Bon lorsqu'il fut fait prisonnier après la bataille de Poitiers.
Le Prince Noir y a aussi logé.
Le plan dit « massé » du château neuf est en forme de H avec un corps de logis à haut pavillon central contenant l'escalier d'honneur encadré de deux ailes symétriques à hautes toitures indépendantes ; celui-ci aurait été choisi en l'honneur du roi Henri IV.
En 1645, sa propriété échoit successivement à trois familles de fermiers généraux : Lepage, Boyer de la Bessière puis Haran de Borda.
Il est d'abord acheté par Nicolas Lepage, conseiller du Roi, trésorier des guerres et cavalerie légère, qui en rendra aveu à Louis XIV en 1659.
En 1708, son fils le vend à Jacques de Boyer de La Boissière, trésorier général des finances de Bretagne. Vers 1750 son fils célibataire, écuyer, conseiller du roi, receveur général des finances de Bretagne et trésorier des États de cette province, fera atteindre au domaine son apogée matériel : luxueux mobilier et décoration murale (tapisseries et cuirs de Cordoue), nombreuses constructions : écuries, remises, nouveau pont sur les douves, pavillons d'entrée, grand escalier « en fer à cheval », création des jardins et du parc.
En 1767, son petit-fils le cèdera à Jean de Haran, seigneur de Borda, trésorier général des Ponts et Chaussées, qui, du fait de la mort prématurée du vendeur et d'un retrait lignager, ne put entrer en possession
Au XIXe siècle succèdera à cette famille celle des d'Abbadie d'Ithorrotz, puis le 2 décembre 1894 le domaine fut revendu judiciairement au marquis Charles de Maussabré-Beufvier, qui meurt à Monaco peu de temps après, et passa à son fils Robert (décédé en 1946) député des Deux-Sèvres de 1899 à 1906 ; celui-ci y résida avec sa famille et lors de l'Occupation devra cohabiter avec les soldats allemands ; la demeure est alors endommagée et pillée.
En 1955, Robert de Maussabré (décédé en 1965) et sa sœur Gilberte (décédée en 1983) commencèrent la restauration du domaine après avoir obtenu le report sur Saint-Loup des dommages de guerre alloués pour leur château de Soulièvres et le remeublèrent avec des pièces anciennes.
La dernière marquise de Maussabré légua ses biens, dont le château meublé, ses dépendances sa ferme et cinquante hectares à la Ligue nationale contre le cancer, avec obligation de conserver l'ensemble pendant vingt ans ; à la demande de cette association loi de 1901, cette clause fut annulée par le Tribunal de Paris le 4 février 1987, et l'ensemble fut mis en vente pour la somme de dix millions de francs.
En octobre 1987 il fut cédé « à la bougie » pour 6 850 000 francs à un mandataire de Jean-Jacques Debout et Chantal Goya, qui y réalisèrent en 1988 le spectacle intitulé La Légende de Saint-Loup, mais dont les grands projets d'animation du site restèrent sans suite.
Après avoir intéressé en 1989 le groupe industriel japonais Taisan, l'État intervint pour faire protéger par décret (procédure dite classement d'office) les tapisseries et les principaux tableaux du château.
En 1990, il fut finalement acquis par le comte Charles-Henri de Bartillat, qui y réside depuis.
Celui-ci, dans le cadre de la restauration et de la promotion touristique du domaine, a recréé en 1997 des jardins réguliers, un jardin potager d'une demi-hectare se basant sur un rare plan daté de 1745, et y a planté un verger de 300 arbres, dont 75 variétés très anciennes. Le pigeonnier, l'orangerie, le pavillon du canal ont depuis lors été restaurés.
La propriété est ouverte au public dès 1998.

## Architecture
Si sa partie centrale rappelle celui du château de Cheverny, réputé avoir servi de modèle à Hergé pour son château de Moulinsart, Saint-Loup-sur-Thouet fait surtout partie, avec Mesnil-Voisin, Balleroy et Cany, des meilleurs exemples de châteaux de style « fin Henri IV et début Louis XIII ».
Il aurait inspiré à l'époque celui de Rigny (à Saint-Léger-de-Montbrun, Deux-Sèvres) ; plus tard (1914-1920) et dans une version réduite, Le Porteau à Pressigny ; et en 1928 il fut fidèlement copié pour reconstruire celui d'Havrincourt (Pas-de-Calais), qui avait été détruit par les troupes allemandes.
Le donjon, partie la plus ancienne, date du XVe siècle alors que le château date du XVIIe siècle. Le donjon constitue les restes du château médiéval qui comporte un corps de garde, un pavillon et un logis. Les remparts ont été remplacés par des murets.
Le château, ses douves humides et une partie du parc ont été classés monument historique par arrêté du 8 janvier 1947, puis le 5 juillet 1993 le furent toutes les autres parties, bâties comme non-bâties, y compris les murs de clôture et leurs portes.

## Parc et jardins

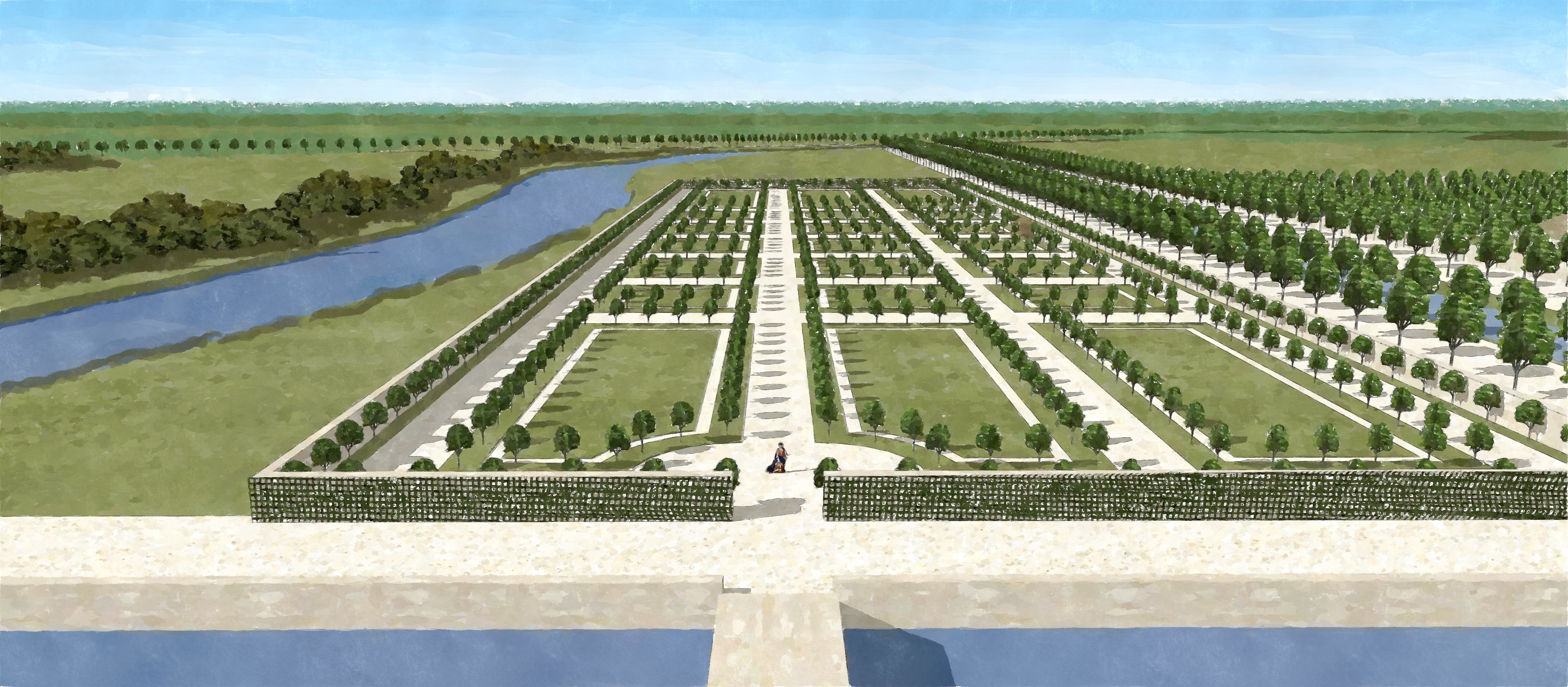
Restitution de la vue des jardins du château de Saint-Loup-sur-Thouet, en 1745, vue depuis la lanterne.

En bordure du Thouet, les jardins à la française ont été reconstitués grâce à des plans anciens datant de la Renaissance. Ils comprennent un potager ornemental, des jardins d'agrément et une orangerie.
L'orangerie aurait des parties du XVe siècle remaniées au XVIIIe siècle au moment d'un réaménagement des jardins.
Sont notés dans l'arrêté de classement le jardin, le canal, l'allée, le parc, l'orangerie, le pigeonnier, ainsi qu'une ferme, un enclos, une ménagerie, une glacière.